# フランシスコ・ナルシーゾ
フランシスコ・ナルシーゾ・アブレウ・デ・リマ（Francisco Narcízio Abreu de Lima、1971年7月18日 - ）は、ブラジル・セアラー州フォルタレザ出身のサッカー選手。ポジションはフォワード。

## 経歴
1995年、ボタフォゴでカンピオナート・ブラジレイロに優勝、自身は12試合に出場して4得点を記録した。
弟のレアンドロ・リマも、U-20ブラジル代表の経験があるサッカー選手である。

## 所属クラブ
- 1991年 - 1992年  セアラーSC
- 1992年 - 1993年  イヴェルドン＝スポールFC
- 1993年  フェロヴィアリオAC (セアラー州)（ポルトガル語版）
- 1994年  フィゲイレンセFC
- 1995年  ボタフォゴFR
- 1996年  セレッソ大阪
- 1997年  ECヴィトーリア
- 1998年  リオ・ブランコEC
- 1998年  SCインテルナシオナル
- 1999年  イトゥアーノFC
- 1999年  パラナ・クルーベ
- 1999年 - 2000年  AAポンチ・プレッタ
- 2000年 - 2001年  パラナ・クルーベ
- 2001年  アメリカFC (ミナスジェライス州)
- 2003年  アヴァイFC
- 2003年  ウニクリニックAC（ポルトガル語版）
- 2004年  アヴァイFC
- 2004年 - 2005年  フェロヴィアリオAC (セアラー州)

出典

## 個人成績
| 国内大会個人成績 | 国内大会個人成績 | 国内大会個人成績 | 国内大会個人成績 | 国内大会個人成績 | 国内大会個人成績 | 国内大会個人成績 | 国内大会個人成績 | 国内大会個人成績 | 国内大会個人成績 | 国内大会個人成績 | 国内大会個人成績 |
| 年度             | クラブ           | 背番号           | リーグ           | リーグ戦         | リーグ戦         | リーグ杯         | リーグ杯         | オープン杯       | オープン杯       | 期間通算         | 期間通算         |
| 年度             | クラブ           | 背番号           | リーグ           | 出場             | 得点             | 出場             | 得点             | 出場             | 得点             | 出場             | 得点             |
| 日本             | 日本             | 日本             | 日本             | リーグ戦         | リーグ戦         | リーグ杯         | リーグ杯         | 天皇杯           | 天皇杯           | 期間通算         | 期間通算         |
| ---------------- | ---------------- | ---------------- | ---------------- | ---------------- | ---------------- | ---------------- | ---------------- | ---------------- | ---------------- | ---------------- | ---------------- |
| 1996             | C大阪            | -                | J                | 12               | 5                | 8                | 2                | 0                | 0                | 20               | 7                |
| 通算             | 日本             | 日本             | J                | 12               | 5                | 8                | 2                | 0                | 0                | 20               | 7                |
| 総通算           | 総通算           | 総通算           | 総通算           | 12               | 5                | 8                | 2                | 0                | 0                | 20               | 7                |